# Mark Rendall
Mark Rendall (Toronto, 21 ottobre 1988) è un attore canadese.

## Biografia

### Infanzia ed esordio
Figlio di Cathy and Henry Rendall, fratello minore di David (attore anch'egli) e di Matthew, Mark ha sviluppato la passione per la recitazione già da bambino, nell'ultimo periodo degli anni novanta; all'età di 10 anni ha chiesto ai genitori di potersi cimentare in questo campo; nello stesso periodo, per una fortunata coincidenza, si stavano svolgendo le audizioni tra bambini per il musical Oliver, alle quali Rendall ha chiesto e ottenuto dai genitori di poter partecipare.
Pur non avendo nessuna esperienza formale di canto o di recitazione, Rendall sorprese tutti tanto da essere scelto non soltanto per interpretare il ruolo di Spider, ma anche come possibile sostituto per il ruolo principale di Oliver.

### Carriera
Nel corso della sua attività Rendall ha preso parte a svariati film e serie televisive acquistando notorietà a livello internazionale.
Tra i numerosi lavori a cui l'attore ha preso parte, molti quelli conosciuti in Italia: vari episodi di Tales from the Neverending Story (2001), ispirata al romanzo di Michael Ende La storia infinita, in cui Rendall interpretava Bastian e Tyler Hynes impersonava Atreyu; in epoca più recente, insieme ad Anton Yelchin ha lavorato alla realizzazione di Charlie Bartlett (2007).

### Vita privata
Tra gli hobby e le molte passioni dell'attore, la chitarra, la fotografia e vari sport quali il baseball.

## Riconoscimenti
Mark Rendall ha conquistato tre nomination negli anni dal 2002 al 2004, di cui la prima per Tales from the Neverending Story (2001).

La seconda nomination, ottenuta nel 2003, è stata conseguita relativamente alla categoria degli Young Artist Awards.

## Filmografia

### Cinema
- The Impossible Elephant, regia di Martin Wood (2001)
- L'isola dei cavalli selvaggi (Touching Wild Horses), regia di Eleanore Lindo (2002)
- Blizzard - La renna di Babbo Natale (Blizzard), regia di LeVar Burton (2003)
- Codice Homer (A Different Loyalty), regia di Marek Kanievska (2004)
- Childstar, regia di Don McKellar (2004)
- Charlie Bartlett, regia di Jon Poll (2007)
- Seta (Silk), regia di François Girard (2007)
- 30 giorni di buio (30 Days of Night), regia di David Slade (2007)
- Victoria Day, regia di David Bezmozgis (2009)
- My One and Only, regia di Richard Loncraine (2009)
- La storia dell'amore (The History of Love), regia di Radu Mihăileanu (2016)
- Shimmer Lake, regia di Oren Uziel (2017)
- Rapina a Stoccolma (Stockholm), regia di Robert Budreau (2018)
- The Apprentice - Alle origini di Trump (The Apprentice), regia di Ali Abbasi (2024)

### Televisione
- The War Next Door – serie TV, 3 episodi (2000)
- Screech Owls – serie TV, episodio 1x13 (2001)
- Tales from the Neverending Story – serie TV, 4 episodi (2001)
- The Zack Files – serie TV, episodio 2x12 (2002)
- Attenzione: fantasmi in transito (The Scream Team), regia di Stuart Gillard – film TV (2002)
- The Interrogation of Michael Crowe, regia di Don McBrearty – film TV (2002)
- Casa dolce casa (Open House), regia di Arvin Brown – film TV (2003)
- King – serie TV, 36 episodi (2003-2005)
- La stagione vincente (The Winning Season), regia di John Kent Harrison – film TV (2004)
- Mrs. Ashboro's Cat, regia di Don McBrearty – film TV (2004)
- ReGenesis – serie TV, 7 episodi (2004-2005)
- Revelations – miniserie TV, 6 puntate (2005)
- Spirit Bear: The Simon Jackson Story (Spirit Bear), regia di Stefan Scaini – film TV (2005)
- Wayside – serie TV, 38 episodi (2005-2008)
- Jane and the Dragon – serie TV, 26 episodi – voce (2006)
- Hannibal – serie TV, 3 episodi (2013)
- Transporter: The Series – serie TV, 6 episodi (2014)
- Versailles – serie TV, 8 episodi (2017)
- Departure – serie TV, 18 episodi (2019-2022)
- Dead Still, regia di Imogen Murphy e Craig David Wallace – miniserie TV (2020)
- Transplant – serie TV, 6 episodi (2023-2024)
- Ginny & Georgia - serie TV, 5 episodi (2025)

### Doppiatore
- Arthur - serie animata (1996-2010)
- Gli orsi Berenstain (The Berenstain Bears) - serie animata (1985-1987)
- Gli imbattibili Save-Ums! (The Save-Ums) - serie animata (2003-2006)
- Time Warp Trio - serie animata (2005-2006)
- Wayside - serie animata (2007-2008)

## Videogiochi
- Assassin's Creed: Syndicate – videogioco (2015)

## Doppiatori italiani
Nelle versioni in italiano delle opere in cui ha recitato, Mark Rendall è stato doppiato da:
- Davide Perino in 30 giorni di buio, My One and Only (ridoppiaggio), La storia dell'amore
- Alessio Puccio ne L'isola dei cavalli selvaggi, Departure
- Flavio Aquilone in ReGenesis, The Scream Team
- Massimo Di Benedetto in My One and Only
- David Chevalier in Charlie Bartlett
- Paolo De Santis in Shimmer Lake
- Stefano Brusa in Rapina a Stoccolma
- Edoardo Stoppacciaro in Hannibal
- Emiliano Coltorti in Versailles
- Alessio Nissolino in Childstar
- Massimo Triggiani in The Apprentice - Alle origini di Trump
- Gabriele Vender in Transplant
- Davide Capone in Ginny & Georgia
- Gabriele Patriarca in Racconti da La storia infinita

Da doppiatore è sostituito da:
- Simone D'Andrea in Arthur
- Tatiana Dessi ne Gli imbattibili Save-Ums
- Gaia Bolognesi in Wayside Highschool
- Irene Scalzo in Time Warp Trio